# Rocco Travella
Rocco Travella (* 30. Juni 1967 in Mendrisio) ist ein ehemaliger Schweizer Bahnradsportler.
Zwischen 1988 und 1992 errang Rocco Travella sieben Schweizer Meistertitel. 1988 und 1989 wurde er zweifacher nationaler Meister in Sprint und 1000-Meter-Zeitfahren, von 1990 bis 1992 jeweils Schweizer Meister im Zeitfahren.
Zweimal startete Travella bei Olympischen Spielen: 1988 in Seoul wurde er Neunter im 1000-Meter-Zeitfahren, 1992 in Barcelona 16. im Zeitfahren.